# Presidenti dell'Eduskunta
Il presidente dell'Eduskunta (in finlandese: eduskunnan puhemies, in svedese: riksdagens talman) è il componente dell'Eduskunta (il Parlamento finlandese) chiamato a dirigerne i lavori nel corso delle sessioni plenarie; viene eletto per un mandato annuale, a scrutinio segreto, insieme a due vicepresidenti.
Il presidente svolge anche un ruolo chiave nella cooperazione internazionale del Parlamento, che comprende visite di presidenti e delegazioni internazionali, nonché la partecipazione a numerose organizzazioni interparlamentari.
Di prassi, durante i colloqui per formazione del governo, viene eletto un presidente ad interim.

## Formula di giuramento
Dopo l'elezione, il presidente e i vicepresidenti fanno la seguente solenne affermazione davanti al Parlamento:

## Gerarchia istituzionale
Formalmente, il presidente è al secondo posto nel protocollo, dopo il presidente della Finlandia.

## Semantica
Il titolo puhemies o talman ha, sia in finlandese che in svedese, il significato letterale di "portavoce", che ha causato lievi controversie in termini di sessismo nella lingua. Tuttavia, secondo le autorità linguistiche ufficiali, il titolo non è facile da cambiare in un'alternativa più neutrale rispetto al genere a causa del suo "forte legame con l'istituzione e la storia del Parlamento".

## Lista dei Presidenti del Parlamento
| Nome                       | Immagine              | Inizio            | Fine              | Partito                         |
| -------------------------- | --------------------- | ----------------- | ----------------- | ------------------------------- |
| Pehr Evind Svinhufvud      |                       | 23 maggio 1907    | 31 gennaio 1913   | Partito Giovane Finlandese      |
| Oskari Tokoi               |                       | 3 febbraio 1913   | 1º febbraio 1914  | Partito Socialdemocratico       |
| Kaarlo Juho Ståhlberg      |                       | 3 febbraio 1914   | 3 aprile 1917     | Partito Giovane Finlandese      |
| Kullervo Manner            |                       | 4 aprile 1917     | 30 ottobre 1917   | Partito Socialdemocratico       |
| Johannes Lundson           |                       | 2 novembre 1917   | 25 settembre 1918 | Partito Giovane Finlandese      |
| Lauri Ingman               |                       | 27 settembre 1918 | 4 novembre 1918   | Partito Finlandese              |
| Ernst Nevanlinna           |                       | 6 novembre 1918   | 11 novembre 1918  | Partito Finlandese              |
| Lauri Ingman               |                       | 13 novembre 1918  | 28 novembre 1918  | Partito Finlandese              |
| Paavo Virkkunen            |                       | 29 novembre 1918  | 31 marzo 1919     | Partito Finlandese              |
| Lauri Kristian Relander    |                       | 2 aprile 1919     | 8 maggio 1920     | Lega Agraria                    |
| Kyösti Kallio              |                       | 8 maggio 1920     | 29 marzo 1921     | Lega Agraria                    |
| Wäinö Wuolijoki            |                       | 31 marzo 1921     | 4 settembre 1922  | Partito Socialdemocratico       |
| Kyösti Kallio              |                       | 6 settembre 1922  | 14 novembre 1922  | Lega Agraria                    |
| Wäinö Wuolijoki            |                       | 15 novembre 1922  | 31 gennaio 1923   | Partito Socialdemocratico       |
| Paavo Virkkunen            |                       | 2 febbraio 1923   | 30 aprile 1924    | Partito di Coalizione Nazionale |
| Kyösti Kallio              |                       | 2 maggio 1924     | 31 marzo 1925     | Lega Agraria                    |
| Wäinö Wuolijoki            |                       | 1º aprile 1925    | 31 gennaio 1926   | Partito Socialdemocratico       |
| Paavo Virkkunen            |                       | 2 febbraio 1926   | 1º settembre 1927 | Partito di Coalizione Nazionale |
| Kyösti Kallio              |                       | 3 settembre 1927  | 31 gennaio 1928   | Lega Agraria                    |
| Paavo Virkkunen            |                       | 1º febbraio 1928  | 31 gennaio 1929   | Partito di Coalizione Nazionale |
| Kyösti Kallio              |                       | 1º febbraio 1929  | 16 agosto 1929    | Lega Agraria                    |
| Paavo Virkkunen            |                       | 17 agosto 1929    | 7 luglio 1930     | Partito di Coalizione Nazionale |
| Juho Sunila                |                       | 8 luglio 1930     | 20 ottobre 1930   | Lega Agraria                    |
| Kyösti Kallio              |                       | 21 ottobre 1930   | 8 ottobre 1936    | Lega Agraria                    |
| Väinö Hakkila              |                       | 9 ottobre 1936    | 4 aprile 1945     | Partito Socialdemocratico       |
| Karl-August Fagerholm      |                       | 6 aprile 1945     | 14 luglio 1948    | Partito Socialdemocratico       |
| Urho Kekkonen              |                       | 22 luglio 1948    | 21 marzo 1950     | Lega Agraria                    |
| Karl-August Fagerholm      |                       | 23 marzo 1950     | 6 marzo 1956      | Partito Socialdemocratico       |
| Vieno Johannes Sukselainen |                       | 9 marzo 1956      | 28 maggio 1957    | Lega Agraria                    |
| Karl-August Fagerholm      |                       | 31 maggio 1957    | 6 giugno 1958     | Partito Socialdemocratico       |
| Vieno Johannes Sukselainen |                       | 29 luglio 1958    | 14 gennaio 1959   | Lega Agraria                    |
| Karl-August Fagerholm      |                       | 14 gennaio 1959   | 16 febbraio 1962  | Partito Socialdemocratico       |
| Kauno Kleemola             |                       | 24 febbraio 1962  | 12 marzo 1965     | Lega Agraria/Partito di Centro  |
| Karl-August Fagerholm      |                       | 23 marzo 1965     | 4 aprile 1966     | Partito Socialdemocratico       |
| Rafael Paasio              |                       | 14 aprile 1966    | 1º giugno 1966    | Partito Socialdemocratico       |
| Johannes Virolainen        |                       | 3 giugno 1966     | 26 marzo 1968     | Partito di Centro               |
| Vieno Johannes Sukselainen |                       | 26 marzo 1968     | 20 marzo 1970     | Partito di Centro               |
| Rafael Paasio              |                       | 3 aprile 1970     | 29 febbraio 1972  | Partito Socialdemocratico       |
| Vieno Johannes Sukselainen |                       | 29 febbraio 1972  | 28 gennaio 1976   | Partito di centro               |
| Veikko Helle               |                       | 5 febbraio 1976   | 31 gennaio 1978   | Partito Socialdemocratico       |
| Ahti Pekkala               |                       | 1º febbraio 1978  | 29 maggio 1979    | Partito di Centro               |
| Johannes Virolainen        |                       | 5 giugno 1979     | 25 marzo 1983     | Partito di Centro               |
| Erkki Pystynen             |                       | 7 aprile 1983     | 25 marzo 1987     | Partito di Coalizione Nazionale |
| Ilkka Suominen             | Ilkka Suominen (2009) | 2 aprile 1987     | 5 maggio 1987     | Partito di Coalizione Nazionale |
| Matti Ahde                 |                       | 8 maggio 1987     | 1º febbraio 1989  | Partito Socialdemocratico       |
| Kalevi Sorsa               |                       | 1º febbraio 1989  | 21 marzo 1991     | Partito Socialdemocratico       |
| Esko Aho                   |                       | 4 aprile 1991     | 26 aprile 1991    | Partito di Centro               |
| Ilkka Suominen             | Ilkka Suominen (2009) | 30 aprile 1991    | 6 febbraio 1994   | Partito di Coalizione Nazionale |
| Riitta Uosukainen          |                       | 7 febbraio 1994   | 23 marzo 1995     | Partito di Coalizione Nazionale |
| Paavo Lipponen             |                       | 28 marzo 1995     | 19 aprile 1995    | Partito Socialdemocratico       |
| Riitta Uosukainen          |                       | 21 aprile 1995    | 23 marzo 1999     | Partito di Coalizione Nazionale |
| Jukka Mikkola              |                       | 30 marzo 1999     | 16 aprile 1999    | Partito Socialdemocratico       |
| Riitta Uosukainen          |                       | 20 aprile 1999    | 18 marzo 2003     | Partito di Coalizione Nazionale |
| Anneli Jäätteenmäki        |                       | 25 marzo 2003     | 16 aprile 2003    | Partito di Centro               |
| Paavo Lipponen             |                       | 22 aprile 2003    | 20 marzo 2007     | Partito Socialdemocratico       |
| Timo Kalli                 |                       | 27 marzo 2007     | 20 aprile 2007    | Partito di Centro               |
| Sauli Niinistö             |                       | 24 aprile 2007    | 19 aprile 2011    | Partito di Coalizione Nazionale |
| Ben Zyskowicz              |                       | 27 aprile 2011    | 22 giugno 2011    | Partito di Coalizione Nazionale |
| Eero Heinäluoma            |                       | 23 giugno 2011    | 21 aprile 2015    | Partito Socialdemocratico       |
| Juha Sipilä                |                       | 28 aprile 2015    | 29 maggio 2015    | Partito di Centro               |
| Maria Lohela               |                       | 29 maggio 2015    | 5 febbraio 2018   | Veri Finlandesi/Riforma Blu     |
| Paula Risikko              |                       | 5 febbraio 2018   | 16 aprile 2019    | Partito di Coalizione Nazionale |
| Antti Rinne                |                       | 24 aprile 2019    | 5 giugno 2019     | Partito Socialdemocratico       |
| Matti Vanhanen             |                       | 7 giugno 2019     | 9 giugno 2020     | Partito di Centro               |
| Anu Vehviläinen            |                       | 9 giugno 2020     | 1º febbraio 2022  | Partito di Centro               |
| Matti Vanhanen             |                       | 1º febbraio 2022  | 12 aprile 2023    | Partito di Centro               |
| Petteri Orpo               |                       | 12 aprile 2023    | 20 giugno 2023    | Partito di Coalizione Nazionale |
| Jussi Halla-aho            |                       | 20 giugno 2023    | in carica         | Veri Finlandesi                 |